# Афинская демократия
Афинская демократия — правящий режим в городе-государстве Афины, демократия продолжала культ, установленный эвпатридами. 
Приблизительно с 594 по 321 г. до н. э. в Афинском полисе существовала демократическая форма правления. Её называют первой в мире демократической системой. Любой гражданин имел право (и даже обязанность) участвовать в работе Народного собрания. Как отмечают, в эпоху расцвета афинской демократии около трети граждан одновременно занимали ту или иную государственную должность. Разделения властей в современном понимании не было. По мнению доктора юриспруденции Карлин Романо, опыт афинской демократии по сей день привлекает внимание учёных больше, чем современные реализации демократии. О современных представительных демократиях «Гардиан» отмечает, что древние афиняне, скорее, назвали бы британскую и американскую политические системы олигархическими. В конце XX века в западном мире прошла кампания по празднованию 2500 лет демократии (от реформ Клисфена 508/507 гг. до н. э.).
В. П. Бузескул подчёркивал правовой характер афинской демократии, где воля народа ограничивалась законом.
Древнегреческая демократия была ограниченной демократией только свободных граждан, оставляя без политических прав рабов и женщин, составлявших абсолютное большинство населения, античная демократия была рабовладельческой демократией.
Рабы, метэки (иноземцы и освобождённые рабы) и женщины не имели прав граждан и не могли участвовать в управлении государством. Весьма вероятно, что соотношение свободных граждан к рабам было 1:3, поэтому в управлении государством (за вычетом женщин, детей и метэков) участвовали не более 15 % населения.
С политической демократией по времени и географическому положению совпала «вершина» классического наследия культуры античности.
Мы одни считаем не свободным от занятий и трудов, но бесполезным того, кто вовсе не участвует в государственной деятельности

## Мнения
Среди дореволюционных российских антиковедов, исследовавших афинскую демократию, особо выделяется исследователь её становления и развития зачинатель отечественного антиковедения М. С. Куторга, также известны посвящённые данной теме работы В. П. Бузескула. Несмотря на различия во взглядах на её историю, оба они признавали определяющим политическим субъектом Афин демос, а его лидеров — выразителями интересов большинства.
Куторга писал: «В своём постепенном и долговременном изучении истории Греции я дошёл до вывода, что полития, т. е. гражданство или гражданская община, была высшим государственным строем, до коего достигли древние эллинские республики».
В. П. Бузескул настаивал, что афинская демократия была чисто народным созданием, результатом работы целого ряда деятелей и поколений, а не результатом честолюбия и интриг отдельных личностей.
Он видел в ней глубокий гуманистический смысл, заключавшийся в открытости и терпимости к иному мнению, подчёркивал её постепенный, эволюционный характер, особо выделяя эпоху Перикла как период её расцвета.
Отмечают, что определяющее влияние на формирование исторических взглядов на афинскую демократию в отечественной историографии имели сочинения Аристотеля, Платона и Фукидида.
Анализ важнейших проблем реального функционирования античной демократии является в настоящее время приоритетным вопросом современного антиковедения.

## История

### Общие сведения
Современные западные исследователи заостряют внимание на том, что переход к демократии совершался в результате революций, часто через власть тирана.
Фукидид со ссылкой на Перикла отмечал, что афиняне создали демократию, не имея никаких примеров для подражания, и под демократией понимают всё то, что противодействует возникновению власти кого-то одного или немногих (История. И. 37).
Родоначальником афинской демократии считается Клисфен, проведший в Афинах ряд реформаторских преобразований.

### Предпосылки
С падением царской власти в IX - VIII вв. до н.э. и установлением вследствие этого сначала аристократического, а позднее и олигархического строя, афинский народ подвергался всё большему угнетению со стороны правящих элит. В афинском обществе, начиная с этого времени, не было политического единства. Аристократы и зажиточные люди были сторонниками существующего слоя, бедняки выступали за радикальную демократию, а зарождавшийся средний класс - за смешение олигархического и демократического начал. Раскол общества сопровождался периодическими народными волнениями, имела место политическая нестабильность. Ситуацию не решило принятие законов Драконта, которые практически не затронули политическую сферу, лишь закрепив и так сложившийся умеренный олигархический строй. Это привело к дальнейшим смутам и ещё большей поляризации общества.
Первые шаги в сторону улучшения положения демоса предпринял в начале VI века до н.э. Солон после восстания Килона, который, воспользовавшись радикальными настроениями народа, чуть не установил тиранию. Его избрал архонтом ареопаг, поручив ему установление нового законодательства, так как к этому времени Солон уже имел репутацию добросовестного политика. Важнейшей задачей Солона стало улучшение материального положения простого народа, который погряз в долгах перед богатыми гражданами. Долговая кабала приводила не только к нищете, но и к процветанию рабства, так как демос зачастую был вынужден продавать себя и своих детей в рабство при отсутствии возможности расплатиться. Первой мерой стало прощение всех текущих долгов, а на будущее время было запрещено обращение должников в рабство. Кроме того, Солон разделил афинян на сословия в зависимости от имущественного положения. С одной стороны, это сохраняло во многом олигархическую основу принципа занятия должностей, но с другой, гораздо более широкий круг граждан мог теперь участвовать в выборах, а возможность занять политическую должность отныне не определялась благородностью происхождения. Таким образом, были несколько ослаблены позиции родовой аристократии. Кроме того, теперь представители всех сословий, даже беднейшего, могли принимать участие в экклесии и судах. При этом круг вопросов, обсуждавшихся на народных собраниях, был весьма широк. И хотя ареопаг был сохранён как консервативный, сдерживающий элемент политической системы, который следил за нововведениями со стороны народных органов власти, чтобы те не подрывали основ государственного строя, гораздо большее число граждан и социальных слоёв стало влиять на жизнь полиса. Таким образом, был сделан явный шаг в сторону демократизации политической системы. Тем не менее, новые порядки прижились не сразу и всё ещё не устраивали расколотое афинское общество. Народ требовал ещё большего усиления демократии, а сторонники прежних порядков считали свои права ущемлёнными. Этим отсутствием единства воспользовался Писистрат, установивший свою тиранию благодаря наиболее радикально настроенному неимущему демосу. Ряд установлений Солона был сохранён, однако все важнейшие должности были заняты по принципу родства с верховным правителем.
Существует мнение, что демократия возникла как следствие изменений в военном деле. С появлением гоплитов и строя фаланги, те же люди, которым предстояло сражаться на любой потенциальной войне, обсуждали вопросы и определяли своими голосами курс, который следует выбрать.

### Усиление и расцвет демократии

#### Реформы Клисфена
Установление традиционных институтов афинской демократии связано с именем Клисфена. Он, хотя и был представителем древнего аристократического рода Алкмеонидов, был преданным сторонником демократии. В эпоху смут после свержения тирании Писистратидов он боролся с аристократической партией Исагора, который даже сговорился с Клеоменом — царём олигархической Спарты, чтобы тот ликвидировал в Афинах зачатки полноценного демократического порядка. Однако афинянам удалось победить спартанцев, а Клисфен получил широкую народную поддержку.
Реформы Клисфена должны были усилить афинский демос и ослабить влияние аристократов. С этой целью было проведено преобразование территориального устройства полиса, который теперь составляло не 4, а 10 фил, причём деление на них осуществлялось по чисто территориальному признаку, в то время как до реформы аристократия каждой из четырёх фил имела гораздо больший политический вес, так как история этих районов уходила корнями в древние царские времена, аристократы пользовались большим авторитетом, а сам факт разделения на такие крупные административные единицы затруднял развитие гражданского управления на местах. Теперь же, помимо деления полиса на 10 фил, сами эти административные единицы подразделялись ещё на 30 триттий, на которые была разделена вся аттическая область, опять же, исключительно по территориальному признаку, чтобы перемешать сторонников различных групп интересов, на которые была расколота Аттика. В каждую филу вошло по три триттии, охватывавшие разные участки аттической области, каждая из которых, в свою очередь, делилась на ещё меньшие единицы - демы. Такая многоуровневая система должна была равномерно распределить политическую власть сверху вниз. Граждане каждого дема теперь могли решать насущные вопросы на местах, устраивая сходы и собрания. Они избирали на год главу дема, который принимал решения о созыве собраний, использовании местной казны, регулировал работу других местных чинов. В своих правах внутри дема граждане были равны, а их принадлежность к нему приписывалась к их имени, заменяя фамилию, что было сделано с целью устранить распри по поводу благородности чьей-либо фамилии. Даже сами Афины были разделены на несколько таких единиц, чтобы и внутри них ни одна партия не получила большего влияния. Более того, город был поделён между несколькими филами.
Каждая фила имела своё представительство в Булэ, государственном совете, состав которого был расширен из-за увеличения количества самих фил. Государственными делами коллегии представителей управляли по очереди, которая определялась жребием. Эти коллегии назывались пританеями и ведали по очереди всеми текущими делами, лежавшими в рамках компетенций Совета. Более того, чтобы концентрация власти в одних руках была ещё менее возможна, главы пританей избирались по жребию и ежедневно, что обеспечивало постоянную циркуляцию элит. Судя по всему, именно с реформ Клисфена в Афинах постепенно набрала популярность традиция коллегиального управления в составе 10 человек различными государственными делами, как то: распределение казённых средств, военные решения и др.
С целью ещё большего смешения граждан Клисфен санкционировал принятие в гражданство множества лиц, ранее не допускавшихся к этому. Стали гражданами многие метэки, а также отпущенные на волю рабы.
Наконец, Клисфен, помня о судьбе реформ Солона, учредил т.н. «Суд черепков», в котором также участвовали простые граждане. Функцией этого суда было изгнание из государства лиц, которые подозревались в симпатиях к тирании и желании её установить. На каждом заседании на суд выносилось несколько подозреваемых, и граждане писали имена тех, кого они считали нужным изгнать, на черепках.

#### Демократия в период греко-персидских войн
В эпоху греко-персидских войн на афинское демократическое устройство был совершён ряд посягательств со стороны сторонников тирании, которыми были и сами персы. Кроме того, поддержку Персии пытались получить и афинские сторонники тиранической власти, подвергшиеся за это остракизму. Такие обстоятельства создавали крайне опасную ситуацию для афинской демократии, так как, согласно ряду свидетельств, в самих Афинах тоже скрывались противники демократии. Однако победа в Марафонской битве свидетельствовала о жизнеспособности нового политического устройства. Более того, следует выделить введение Аристидом в эту эпоху гуманной меры, согласно которой множество обедневших за время войн афинян не лишались своих политических прав с переходом в более низкое сословие благодаря снижению имущественного ценза для занятия политических должностей. Возможно, в это же время был расширен круг лиц, из числа которых могли избираться архонты.
Однако в тот же период произошёл важный эпизод, связанный с действиями одного из стратегов, Мильтиада. Он имел довольно мощную народную поддержку, так как во многом победа при Марафоне являлась именно его заслугой. Однако затем он, будучи бывшим тираном Херсонеса,  воспользовался этой поддержкой в своекорыстных целях и провёл неудачную атаку на остров Парос, за что афиняне подвергли его суду. Подобные акты своеволия со стороны важных чинов в эпоху греко-персидских войн породили дальнейшие демократические преобразования.
Ко времени греко-персидских войн относятся и преобразования Фемистокла. Сам факт того, что человек абсолютно неблагородного происхождения смог обрести настолько большой политический вес, говорит о степени развития афинской демократии в этот период. Он сумел убедить афинян направить большой объём денег на строительство и перевооружение флота. Именно при нём Афины стали морской державой. Многие критики реформы Фемистокла, в частности Аристотель, указывали на то, что это привело к слишком сильному смещению государственного устройства в сторону крайней демократии. Поскольку для отстроенных кораблей требовалось множество моряков, к морскому делу активно стали привлекать самое низшее сословие, фетов. Теперь и они несли военную службу, а это означало, что их гражданские права должны были быть расширены. Кроме того, считалось, что сухопутная военная служба в качестве гоплита закаляла и дисциплинировала гражданина лучше, чем служба на корабле.

#### Реформа выборов архонтов
Чтобы ослабить влияние архонтов и усмирить распри по поводу занятия этой должности, при Телесине была возвращена традиция избрания их по жребию, а не путём голосования. Последнее создавало опасность доминирования отдельных лиц благодаря их аристократическому происхождению, богатству и т.п. Жребий же устранял это напряжение. Однако сами выборы архонтов были двухуровневыми, так как сначала кандидатов избирали отдельно в каждой филе представители входивших в неё демов, а уже затем следовала выборная процедура по жребию на всеафинском уровне. Но в конце концов и первичный отбор кандидатов стал осуществляться по жребию. Таким образом, архонты всё больше теряли свой прежний политический вес, а в дальнейшем они были лишены и множества своих полномочий.

#### Давление на Ареопаг и прочие преобразования
По-настоящему консервативным институтом афинской политической системы был Ареопаг, который всё также выступал в качестве цензора принимаемых законов и блюстителя нравственного развития граждан. С целью лишения Ареопага политического веса из-под его ведения было выведено большинство судебных дел, оставлены только дела об убийстве. Все важнейшие в политическом отношении дела теперь разбирались судом присяжных. Позднее члены ареопага, ареопагиты, утратили судебные полномочия полностью, за ареопагом были оставлены только следственные функции. Все же судебные функции ареопага были переданы дикастерию - народному суду, т.е. суду присяжных. Кроме того, он был лишён власти в области принятия законов - отныне ареопаг не мог наложить вето на нежелательный закон. Право вето, по сути, было передано всем гражданам - каждый мог обратиться в народное собрание с требованием отменить тот или иной принятый закон, который потенциально или в действительности ограничивал или нарушал его права, противоречил уже существующим законам.
Процедура принятия законов отныне полностью принадлежала народным органам, однако была многоступенчатой, что делало поспешное и необдуманное принятие нового закона невозможным. Упорядочению законодательного процесса способствовала и норма, согласно которой пересмотр существующего законодательства народом осуществлялся не чаще раза в год, причём в точно установленный для этого период. Лишь первичное решение о необходимости принятия нового закона принадлежало непосредственно народному собранию. Далее, уже само содержание новой нормы обсуждалось более детально Советом пятисот, а затем закон принимался особой структурой, выделенной из суда присяжных и состоявшей из нескольких его членов, которые назывались номофетами.
Позднее, чтобы ещё более ограничить возможность доминирования в государстве отдельной группировки, было уменьшено число полномочий и у булэ. Уже в IV веке до н.э. он был существенно ограничен в своих правах. Так, Совет пятисот не мог отныне выписывать штраф размером более 500 драхм, а его решения в области законодательства утратили абсолютный характер, так как стало возможным апеллировать их в суде присяжных.

#### Эпоха Перикла
Несмотря на всё усиливавшуюся гегемонию демократических Афин, которая доказывала эффективность их политического строя, внутри государства по-прежнему существовали две противоборствующие силы — сторонники аристократии и демократы. При этом, аристократы далеко не всегда хотели возвращения к древним порядкам, но были против дальнейшего расширения демократии, чтобы та не достигла своей крайней формы. В начале политической карьеры Перикла его главным соперником был полководец Кимон. Последний был представителем партии аристократов, а потому Периклу, чтобы надеяться на успешную политическую карьеру, было необходимо возглавить демократов, хотя сам он также был благородного происхождения. Ему, по свидетельству Плутарха, пришлось значительно изменить свой образ жизни, чтобы завоевать симпатии народа, намеренно ограничивать доступные ему в изобилии удовольствия, отказываться от аристократических элементов в своей жизни и тщательно следить за своими речами.  Ситуация осложнялась и большим авторитетом Кимона, который, будучи флотоводцем, способствовал победам афинского флота, что косвенно влекло за собой усиление политического веса беднейших слоёв населения, которые в основном и служили на море. Решающими в победе Перикла, а вместе с тем и демократов, стали два фактора. Во-первых, в отсутствие Кимона в Афинах, когда тот находился в очередном военном походе, Перикл установил жалованье для присяжных галиэи и других должностей в демократических органах власти. Кроме того, с его подачи была проведена часть вышеописанных преобразований Ареопага, ослаблявших его. Так как многие члены галиэи и экклесии были представителями небогатых сословий, нововведения Перикла сделали их его верными сторонниками, он обретал всё больший политический вес. В период своего соперничества с Кимоном Перикл, по ряду свидетельств, организовывал и раздачи денег народу на развлечения и публичные мероприятия, покупая тем самым расположение граждан.
Во-вторых, Кимон допустил роковую политическую ошибку — он открыто симпатизировал Спарте и спартанскому образу жизни, её политическому строю, что в итоге привело к суду над ним и его изгнанию из полиса. Таким образом, Перикл получил возможность стать лидером афинского народа.
Несколько позже Перикл изменил правила приёма в гражданство, так как ранее учреждённое жалованье для работников представительных органов значительно увеличило затраты афинского полиса. Поэтому отныне гражданином мог стать только тот, у кого оба родителя также были афинянами.

### Кризис демократии
Попытки выступлений против демократического строя наблюдались и в эпоху Перикла, однако в его время «партия демократов» уверенно держала правление в своих руках. Во многом этому способствовал личный авторитет Перикла, его выдающиеся качества и талант политического управления.
Настроения афинского общества начали радикализоваться ещё в поздний период перикловой эпохи. Сам он старался сохранить умеренность афинского политического строя, сдерживая и демократов, и консерваторов. Однако среди сторонников демократии набирали популярность идеи радикального народовластия, в то время как аристократы всё ещё желали расширения своих прав. Были и более крайние сторонники олигархии, которые, кроме всего прочего, симпатизировали Спарте.
Начали проявляться и пороки собственно демократической системы. Влияние в обществе обретали демагоги, произносившие речи, угодные толпе, лишь распалявшие радикальные настроения.
Обострялась и внешнеполитическая обстановка. Далеко не все государства были довольны гегемонией Афин, и, в первую очередь, Спарта. Спартанские послы выставили афинянам достаточно невыгодные условия, в том числе отмену мегарской псефизмы, на что Перикл ответил отказом в уступках олигархическому государству, что означало начало Пелопоннесской войны, которая в том числе должна была стать состязанием между демократическим и олигархическим устройствами. В. П. Бузескул отмечает, что в начале войны Афины обладали абсолютным преимуществом на море и в материальном обеспечении войск, однако именно демократический способ принятия стратегических и тактических решений через народное собрание мог существенно затруднить управление армией и флотом.

#### После смерти Перикла
После смещения, а затем и смерти Перикла, вырождение афинской демократии продолжилось. Изменилась сама специфика тех людей, которые теперь вели за собой народ. Ранее, несмотря на всё давление на аристократию, народными вождями становились люди благородного происхождения, которые вдобавок каким-то образом проявили себя в деятельности на благо государству. Так, Перикл, а до него Кимон были выдающимися стратегами. Теперь же лидерами начали становиться демагоги, которые в своих речах потакали толпе и зачастую были выходцами из народного собрания, реже — Совета пятисот. Это крайне негативно сказалось в том числе и на ходе Пелопоннесской войны, так как теперь стратеги не могли действовать по своему усмотрению, а должны были ждать указаний демагогов, которые репрезентировали волю демоса.
В отсутствие одной сильной фигуры в Афинах разгорелась жестокая вражда между различными группировками. Кроме того, в 417 году был отменён остракизм, так как враждующие партии активно прибегали к нему в политических целях, порой изгоняя талантливых государственных мужей. Однако это сразу же лишало народ главного инструмента в борьбе с тиранами и сторонниками тирании. Поддержкой народа зачастую пользовались харизматичные демагоги с тираническими амбициями. Таковым был, например, Алкивиад, который одно время был любимцем демоса, вовсе не будучи горячим сторонником демократического строя. Он, в том числе, был одним из инициаторов проигранной в итоге Сицилийской экспедиции, которая нужна была ему исключительно для получения почестей и влияния.

#### Попытка олигархического переворота
Для стабилизации общества и в условиях потери Афинами военной инициативы в 413 году до н.э. была создана абсолютно олигархическая структура при Совете пятисот. Это была особая комиссия, пробулевма, в составе десяти пробулов, которые должны были контролировать вносимые на обсуждение в Совет и экклесию предложения. Это было началом захвата власти олигархической партией, который получил название Переворота четырёхсот. Он был совершён в 411 году. В ходе переворота состав экклесии был ограничен до 5000 наиболее обеспеченных граждан, а Совет пятисот преобразован в Совет четырёхсот. Дальнейшие созывы народного собрания отныне должны были осуществляться на усмотрение Совета, а в дальнейшем даже рассматривалась полная ликвидация этого органа. Можно предположить, что усиление олигархической партии и захват ею власти были в том числе связаны с военными поражениями демократического правительства, а не только со своекорыстными целями. Олигархи настаивали на мире со Спартой при сохранении довоенного положения, вовсе не собираясь идти на уступки. Однако они не смогли осуществить свои планы, так как демос выступал против олигархии, а это были в том числе моряки, что означало, что самая сильная часть военных сил не подчинена новому правительству. Поэтому в конце концов олигархи были свергнуты, а демократия постепенно восстановилась.

#### Правление 30-ти тиранов
После восстановления демократии олигархи не оставили замысла захватить власть в нестабильных и ослабленных Афинах. Именно благодаря их интригам в 404 году был заключён унизительный для Афин мир со Спартой, а в самих Афинах установилось правление 30-ти избранных олигархов с неограниченными полномочиями, которых народ и прозвал тиранами. Возможно, избранные участвовали и в предыдущем Перевороте четырёхсот. В это время были существенно ограничены функции демократических институтов, хотя они и не были ликвидированы совсем. Был сохранён ареопаг и Совет пятисот, однако самые яркие демократические органы - экклесия и галиэя - были упразднены. Осуществлялись масштабные и жестокие гонения на метеков. Чтобы не допустить разгула демоса, был существенно ограничен состав полноправных граждан: отныне правом участвовать в политической жизни и носить оружие обладали только 3000 самых благонадёжных афинян. Однако и этому олигархическому правлению не суждено было продержаться достаточно долго: вскоре один из изгнанных демократов, Фрасибул, организовал поход на Афины. Не без трудностей, при поддержке в том числе бежавших рабов и метеков, а также нового царя Спарты Павсания, который испытывал личную неприязнь к одному из лидеров олигархата Лисандру, демократам удалось свергнуть олигархию и восстановить демократию с прежними институтами, даже упрочнив её.

### Период временного возрождения
После свержения 30-ти афиняне активно занялись восстановлением разрушенной государственности. Все уничтоженные демократические органы были восстановлены, была возвращена сила и прежнему законодательству. Кроме того, 20 избранных граждан занялись разработкой новых норм, в дополнении которых мог принять участие любой гражданин. Ареопагу вновь были возвращены функции блюстителя порядка в афинском обществе, чтобы не допустить разнузданности демократии. Было чётко установлено верховенство писанного закона, которому теперь не могли противоречить акты народных органов. Были запрещены любые устные формы законодательства, действительными признавались только кодифицированные законы. Была упорядочена процедура принятия в гражданство посредством восстановления плутарховой нормы.
После утраты гегемонии и разрушения Афинского союза, после поражения в Пелопоннесской войне, многие, даже наиболее знатные афиняне, обеднели. Поэтому было решено восстановить плату за посещение собраний экклесии и участие в заседаниях судов присяжных, так как граждане в большей мере были заинтересованы в поиске денег, чем в участии в политической жизни.
Однако вместе с возрождением демократического строя, пускай и умеренного, правового, вновь были возвращены и пороки демократии, уже погубившие её единожды. На народ по-прежнему могли оказывать сильное воздействие демагоги и софисты, возобновилось притеснение зажиточных граждан, вынужденных платить налоги в пользу беднейших слоёв населения.

### Продолжение вырождения демократии
Одной из ранее не так ярко выраженных стала тенденция усиления влияния бедноты в экклесии и судах присяжных. Это было связано с восстановлением вознаграждения за посещение их, так как оно интересовало бедноту в большей степени, чем работающих граждан, которые предпочитали заниматься привычными ремёслами, приносившими больший доход. Однако, с увеличением вознаграждения в последующие годы, всё больше граждан, имевших средний и меньший достаток, стали бросать свои ремёсла и перебираться в город, живя на раздачи в судах и народном собрании. Это влекло за собой экономические трудности, так как деньги на это перераспределялись благодаря налогам на богатых и благородных, которые начали презирать демократию как власть бедняков. С другой стороны, В. Бузескул полагал, что афинская демократия в IV в. до н.э. вовсе не была властью бедняков, так как, по его мнению, последние наоборот не стремились в экклесию и суды, потому что для полноценной жизни предоставляемого там вознаграждения было недостаточно, и поэтому именно средний класс, для которого плата была дополнительным доходом, более активно, чем беднота, участвовал в народных собраниях.
Кроме того, в условиях ослабления полиса падал и патриотизм граждан. При распространившемся иждивенчестве с одной стороны, и при необходимости больше времени тратить на работу для получения дохода — с другой, они всё менее охотно шли на военную службу, что создавало необходимость оплаты наёмников и ещё большую экономическую напряжённость. Все эти факторы подготавливали дальнейшие трансформации афинской демократии, которая вновь начала склоняться к своей крайности .
В IV веке до н.э. начался и духовный упадок Афин. Ценности гражданских добродетелей уступили место стремлению к роскоши, так как после пережитого экономического упадка именно материальное благосостояние стало высшей ценностью. Вместе с этим усиливалось имущественное расслоение — политически успешные деятели могли позволить себе строить дома, по роскоши не уступавшие храмам. Постепенно падал интерес к политической жизни. Разнообразные удовольствия, материальный достаток, развлечения - вот что стало центральным интересом афинян. Общество всё больше распадалось на отдельных индивидов, повышалась ценность личности каждого отдельного человека. При этом усиливалось имущественное расслоение, нарастала социальная напряжённость. В Афинах, что было характерно для них в большей степени, чем для других полисов, не было открытых и вопиющих столкновений между бедными и богатыми. Оба слоя испытывали свои трудности. На зажиточных налагалось множество повинностей.
В. Бузескул даже говорил о возрастании популярности идей о полном равенстве, чуть ли не коммунизме, в котором будет ликвидировано имущественное расслоение и политическая жизнь в привычном для людей того времени виде. В то же время интеллектуальная элита выступала решительно против демократии. Платон, видя происходящее в Афинах, считал демократию одним из худших государственных устройств, Аристотель также признавал её как власть необразованной черни. Таким образом, уже в глазах самого афинского общества  демократия в той её форме, в которую она выродилась, теряла свою привлекательность. Кроме того, раскол произошёл уже в двух аспектах: материальном и интеллектуальном. При этом аристократы-интеллектуалы уходят из политики, обращаясь к частной жизни, что в дальнейшем приведёт к трансформации всей политической философии уже в эпоху Эллинизма. Всё более привлекательной кажется фигура единоличного правителя, который бы усмирил разнузданную толпу, в чьих руках оказалась власть в государстве, избавил бы рядовых граждан от постоянного участия в политике.

### ЭпохаЭллинизма
Указанный период начался с возвышения Македонии и с её активной политики по вмешательству во внутригреческие дела. Внутри самих демократических Афин всё так же продолжалась борьба между зажиточными и интеллектуалами, с одной стороны, и демократами — с другой. Новым предметом раздора стало отношение к Македонии. Глава демократов оратор Демосфен вполне справедливо полагал, что существование у границ Аттики государства с принципиально иным политическим устройством (монархией) может быть крайне опасно для афинской демократии. Однако промакедонская партия, опиравшаяся как на соображения простой выгоды, так и на выступления философов против демократии, набирала всё большее влияние. Несмотря на то, что Афины в итоге всё же были лишены своей полной автономии, вплоть до 322 года до н.э. в них сохранялся их политический строй.
В результате поражения Афин в освободительной Ламийской войне, помимо утраты ими суверенитета, был ликвидирован и демократический государственный строй. Вместо него была установлена олигархия, что привело к сокращению числа полноправных граждан, обладающих политическими правами, в три раза. Это было сделано во многом для того, чтобы обеспечить лояльность правящего класса Македонии. Однако не так просто было окончательно ликвидировать демократию в Афинах. Уже вскоре афиняне воспользовались междоусобицами внутри Македонии и встали на сторону одного из враждующих, который, чтобы заручиться их поддержкой, вернул им демократию. Но Кассандр вторгся в афинский Пирей и восстановил в Афинах олигархический строй, сам выбрав для афинян руководителя, Деметрия Фалерского, правление которого было связано с дальнейшим нравственным упадком афинян, так как сам он имел слабость к роскоши.
В 307 году до н.э. произошло восстание против Деметрия, и демократия была вновь возвращена, причём было создано две новых филы, что расширило Совет пятисот до шестисот человек. Однако при недостаточной боеспособности ослабленных политической нестабильностью Афин демократы вскоре потерпели поражение от македонян в бою при Ипсе, и афиняне добровольно отказались от притязаний на демократию.  При такой политической нестабильности в полисе ненадолго даже удалось установить обманом тиранию, в ходе которой тиран Лахар разграбил афинские храмы.

## Народное собрание
Высшим органом власти было Народное собрание — экклесия, в котором могли принимать участие все взрослые мужчины, имевшие права гражданства. От участия отстранялись женщины, чужеземцы и рабы. Народное собрание собиралось каждые 8-9 дней, в нём принимали участие несколько тысяч человек (всё население Афинского полиса, имевшее право голоса, оценивается современными исследователями в 20-30 тыс. человек). На собрании решались наиболее важные вопросы жизни полиса. Во времена расцвета афинской демократии для того, чтобы позволить беднейшим гражданам оторваться от работы и принимать участие в народном собрании, была введена плата за участие в экклесии в размере примерного дневного заработка ремесленника.

## Совет пятисот
В перерывах между собраниями экклесии текущими делами занималось булэ — «совет пятисот». Члены булэ избирались по жребию из граждан не моложе 25 лет, по 50 человек от каждой из 10 фил. Такие 50 человек составляли т. н. пританию, каждая из которых выполняла функции булэ в течение 1/10 части года.

## Гелиэя
Я не окажу поддержку тирании или олигархии, и, если кто попытается упразднить демократию афинян или станет против неё выступать или вносить предложения, направленные против неё, я не стану им подчиняться.
Судебные дела рассматривались в «суде присяжных» — гелиэе. Гелиэя состояла из 6000 человек, которые выбирались по жребию. Эти 6000 человек были разделены на 10 дикастериев, примерно по 500 человек в каждом (100 из них считались запасными). При рассмотрении дела оно рассматривалось определённым дикастерием, причём из-за многочисленности судей подкуп был практически исключён.
При этом, во второй половине V века до н.э. к галиэе перешли от ареопага не только судебные, но и ряд законодательных функций. Так, из неё была выделена коллегия номофитов, которые занимались окончательным утверждением принимавшихся народным собранием и булэ законов. Кроме того, суд присяжных имел и ряд исполнительных функций. Так, в ряде случаев он участвовал в перераспределении государственных доходов, заключении международных договоров и др.
Продолжал существовать ареопаг, однако его реальная власть в условиях демократии была очень сильно ограничена.

## Должности
В государстве-городе насчитывалось очень большое количество должностных лиц. Афины сохранили всех магистратов предшествующей эпохи:
- архонта;
- царя;
- полемарха;
- шесть тесмотетов;
- десять иеропойий (ἱερόποιοι);
- παροάσιτοι;
- десять атлотетов;
- пританы, числом пятьдесят[1].

Исполняли решения народного собрания и других органов носители должностей. Все должности в Афинах были коллегиальными и практически все исполнялись по жребию. Исключение составляли должности, требовавшие особых навыков — стратегов и руководителей полисных финансов, носители которых выбирались голосованием. Коллегия десяти стратегов играла очень важную роль в Афинах и сами стратеги были влиятельными гражданами. Так, формальная власть Перикла состояла в том, что он в течение длительного времени переизбирался на должность стратега.
Обилие государственных должностей в Древних Афинах приводило к тому, что каждый гражданин за свою жизнь не раз занимал различные должности, приобщаясь к управлению государством и постоянно участвуя в его жизни.

## Комментарии
1. ↑  Исторически первой называют первобытнообщинную демократию (Сорокин, Геннадий Вениаминович. Античная демократия: свобода как фактор культурогенеза : автореферат дис. … кандидата философских наук : 24.00.01 / Сорокин Геннадий Вениаминович; [Место защиты: Юж. федер. ун-т]. — Ростов-на-Дону, 2011. — 24 с.)